# Йорк (місто)
Місто Йорк — унітарна територія зі статусом міста в церемоніальному графстві Північний Йоркшир, Англія. Головним поселенням району є Йорк, і воно поширюється на околиці, включаючи місто Хаксбі та села Ерсвік, Аппер-Попплтон, Нетер- Попплтон, Копманторп, Бішопторп, Даннінгтон, Стоктон-он-Форест, Руфорт, Асхем Браян і Асхем Річард, серед інших сіл і хуторів. Населення унітарної території становило 202 800 осіб згідно з переписом 2021 року. Керування містом Йорк здійснюється радою міста Йорк, розташованою в Гілдхоллі.

## Управління
Першим громадянином і головою Йорка є лорд-мер, який є головою ради міста Йорк. Призначення здійснюється міською радою щороку в травні, одночасно з призначенням шерифа, іншого голови міста. Посади лорда-мера та шерифа є суто церемоніальними. Лорд-мер виконує громадські та церемоніальні обов’язки на додаток до головування на засіданнях ради. Чинним лорд-мером з 26 травня 2022 року є радник Девід Карр, а шерифом – Сьюзі Мерсер.

## Цивільні парафії
Округ містить непарафіяльну область Йорк і 31 цивільну парафію:
- Акастер Мальбіс
- Асхем Браян
- Асхем Річард
- Бішопторп
- Кліфтон Без
- Копманторп
- Дейтон
- Даннінгтон
- Earswick
- Елвінгтон
- Фулфорд
- Хаксбі
- Хеслінгтон
- Хессей
- Хьюорт Без
- Холтбі
- Хантінгтон
- Кексбі
- Мертон
- Набурн
- Nether Poppleton
- Нью-Ерсвік
- Осбальдвік
- Рокліфф
- Раффорт з Кнаптоном
- Скелтон
- Стоктон-он-зе-Форест
- Стренсолл з Тоуторпом
- Верхній Поплтон
- Wheldrake
- Віггінтон

## Підопічні
Йорк поділений на 21 виборчий округ: Акомб, Бішопторп, Кліфтон, Копманторп, Дрингхаус і Вудторп, Фішергейт, Фулфорд і Хеслінгтон, Гілдхолл, Гексбі і Віггінтон, Гьюорт, Гьюорт Без, Голгейт, Халл-роуд, Гантінгтон і Нью-Ірсвік, Міклгейт, Осбальдвік і Дервент, Рокліфф і Кліфтон Без, сільський Вест-Йорк, Стренсолл, Вестфілд і Велдрейк.

## Історія
Округ був утворений 1 квітня 1996 року з попереднього неметропольного округу Йорк і парафій Хессей, Нетер-Попплтон, Раффорт і Верхній Попплтон з округу Гаррогейт, парафій Кліфтон Без, Ерсвік, Хаксбі, Хьюорт Без, Холтбі, Хантінгтон, Мертон, Нью-Ерсвік, Осбальдвік, Рокліфф, Скелтон, Стоктон-он-те-Форест, Стренсолл, Тоуторп і Віггінтон з округу Райдейл, а також парафії Акастер Малбіс, Аскхем Брайан, Ескхем Річард, Бішопторп, Копманторп, Дейтон, Даннінгтон, Елвінгтон, Фулфорд, Хеслінгтон, Кексбі, Наберн і Велдрейк з округу Селбі. Попередній округ був у неметрополійному графстві (адміністративному графстві) Північний Йоркшир, а новий округ став окремим неметричним графством, залишаючись частиною церемоніального графства Північний Йоркшир. Сам попередній район був відтворений у 1974 році з округу з тими ж межами.

## Церемоніальний
Йорк знаходиться в церемоніальному графстві Північний Йоркшир і до 1974 року перебував у юрисдикції лорда-лейтенанта графства Йорк, Вест-Райдинг і графства Сіті-Йорк. Місто зберігає за собою право призначати свого шерифа. Володар королівського герцогства Йорк не має жодних церемоніальних чи адміністративних обов’язків щодо міста.